# Edyta Geppert

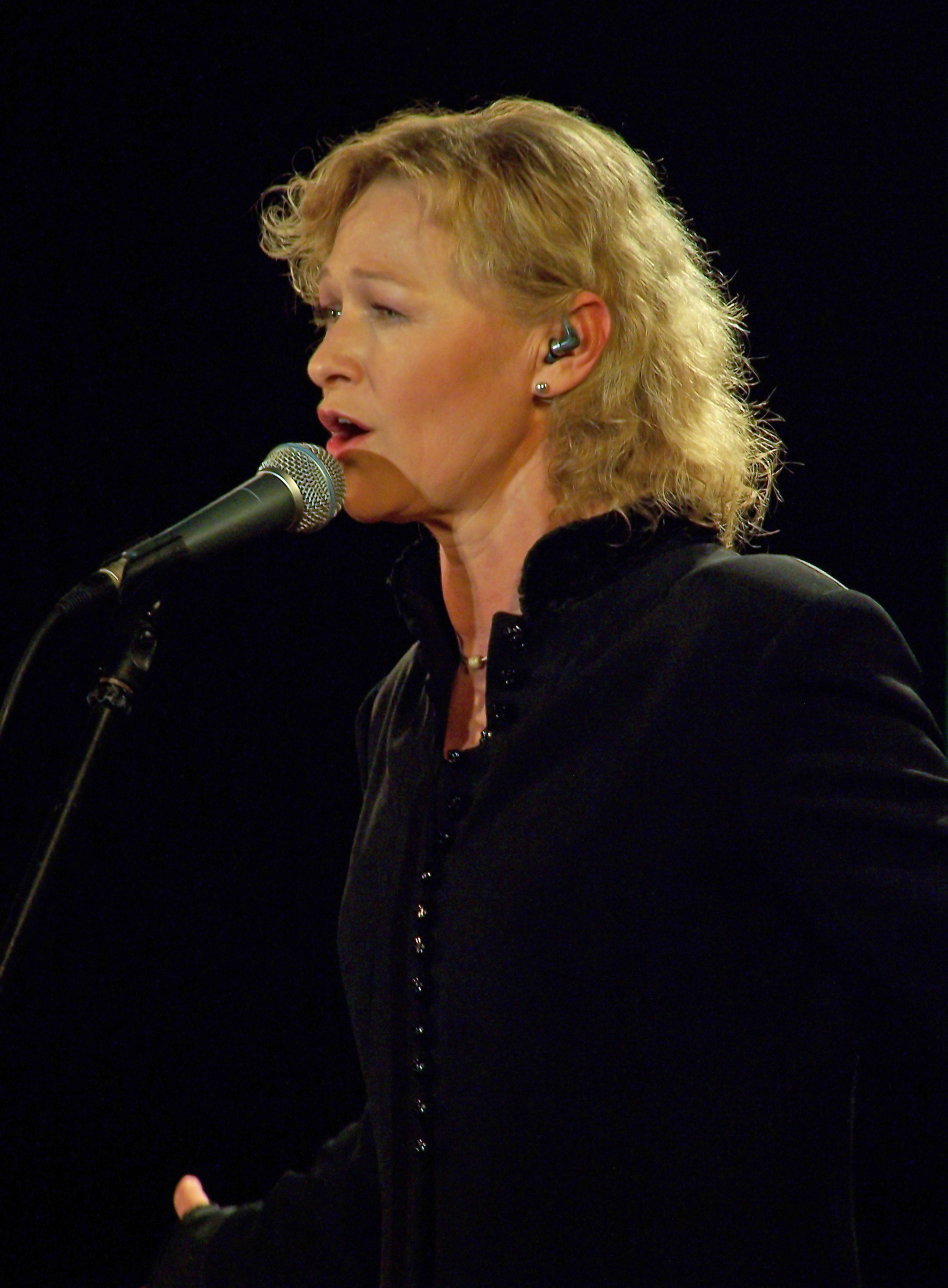
Edyta Geppert, 2006

Edyta Geppert (* 27. November 1953 in Nowa Ruda) ist eine polnische Sängerin.

## Leben und Wirken
Edyta Geppert begann mit dem Gesang in der Folkloregruppe Zespół Pieśni i Tańca Nowa Ruda. Ihre Gesangsausbildung erhielt sie an der Frederyk-Chopin-Musikschule in Warschau. Ihren Durchbruch erlebte sie 1984, als sie das polnische Chansonfestival in Breslau und im gleichen Jahr den Grand Prix des Festivals des polnischen Liedes in Oppeln gewann. Dieses Festival gewann sie mit dem Lied Jaka róża, taki cierń (Wie die Rose, so der Dorn). Der Song wurde ihr erster Hit in Polen und Grundlage ihres weiteren Erfolges. Das Festival in Oppeln gewann sie außerdem 1986 und 1995.
Edyta Geppert singt vor allem Chansons und vertonte Poesie. Zu ihrem Repertoire gehören vor allem Lieder aus der Feder von Agnieszka Osiecka. Ihr Album Nic nie muszę wurde in Polen mit einer Platin-Schallplatte und die Alben Pamiętnik, czyli kocham cię życie, Moje królestwo, Śpiewam życie sowie Best-Of mit einer Goldenen Schallplatte geehrt.

## Diskografie
Alben
- 1986: Och, życie kocham cię nad życie
- 1986: Edyta Geppert Recital – Live
- 1991: Historie prawdziwe
- 1992: Follow The Call
- 1994: Śpiewajmy
- 1997: Pytania do księżyca
- 1998: Pamiętnik, czyli kocham cię życie (PL: Gold)
- 1999: Debiut
- 2002: Wierzę piosence

| Jahr | Titel                    | Höchstplatzierung, Gesamtwochen, AuszeichnungChartsChartplatzierungen (Jahr, Titel, Platzierungen, Wochen, Auszeichnungen, Anmerkungen) | Anmerkungen                                                        |
| Jahr | Titel                    | PL | Anmerkungen                                                        |
| ---- | ------------------------ | --- | ------------------------------------------------------------------ |
| 2006 | Moje królestwo           | PL24 Gold · (4 Wo.)PL | Erstveröffentlichung: 2. Mai 2006 mit Krzysztof Herdzin, Livealbum |
| 2006 | Śpiewam życie            | PL11 Gold · (5 Wo.)PL | Erstveröffentlichung: 2. Oktober 2006                              |
| 2008 | Nic nie muszę – 25-Lecie | PL8 Platin · (13 Wo.)PL | Erstveröffentlichung: 29. September 2008                           |
| 2011 | Święta z bajki           | PL37 (4 Wo.)PL | Erstveröffentlichung: 14. November 2011                            |
| 2017 | The Best of              | PL13 Gold · (8 Wo.)PL | Erstveröffentlichung: 10. November 2017                            |